# Кувајт
Кувајт (арап. الكويت), или званично Држава Кувајт (арап. دولة الكويت), је мала уставна монархија на обали Персијског залива. Кувајт је потпуно заокружен на југу Саудијском Арабијом и на северу Ираком. Име Кувајт је деминутив од арапске речи која значи тврђава саграђена поред воде. Према подацима из 2021, Кувајт има попоулацију од 4,5 милиона људи, при чему су 1,3 милиона Кувајчани, a 3,2 милиона су страни држављани. Већина становништва земље борави у урбаној агломерацији главног града Кувајта.

## Историја
Прво помињање Кувајта под истим именом датира још из XVI века када је неколико кланова (бедуина) из племена Ал Аниза мигрирало на северни део обала Персијског Залива из централне Арабије, града Нађд, у којем је владала несташица хране. Бедуини су се населили на просторима данашњег Катара. Након пола века боравка, бедуини су се опет селили и овог пута су се на стално населили на полуострву Де Чадер, где су саградили малу тврђаву или како су они изговарали кут.
Данашњи владари Кувајта су потомци тадашњег владара Сабаха Првог, којег је заједница, састављена од трговца, изабрала. Дужност владара је била да обавља све државне функције од дипломатије до прикупљања пореза. Овакав начин управљања је био преседан, јер се до тада у осталим арапским земљама владало ауторитативно.
XVII век је за становнике овог дела Залива био привремено турбулентан. Племена која су трговала зачинима из Индије су на кратко окупирала данашње територије Кувајта. Након одласка племена, и почетком XVIII века, локално становништво се посветило продаји бисера које су налазили у шкољкама на дну Залива. Кувајт је по трговини и продаји бисера постао познат широм света. Међутим, крајем тридесетих година XIX века, Јапан је постао водећи извозник бисера и тиме је Кувајт претрпео велики економски ударац. Крајем XIX и почетком XX века започела је велика колонијална трка тадашњих светских сила. 1899. године Британија улази на територије данашњег Кувајта и тиме Кувајт постаје Британски протекторат. Финансијско улагање Британије и проналазак нафте трансформишу Кувајт из економски нестабилног протектората у најбогатију област Арапског полуострва и 1953. године Кувајт постаје највећи извозник нафте у Заливу.
```
Услед нагле економске трансформације и стабилне политичке сцене, Кувајт је прва држава у Заливу која добија независност од Британије, 19. јуна 
1961
. године. 
Ирак
 се гласно противи овој независности тврдећи да је Кувајт саставни део територије Ирака. Али под претњом Британије, Ирак не испуњава своје претње о нападу на Кувајт. Услед политичких збивања на Арапском полуострву, претње 
Ирана
 Кувајту, као и 
Ирачко-ирански рат
, Кувајт из нужности стаје на страну Ирака. Након осмогодишњег рата између Ирака и Ирана и огромних губитака на обема страна, равнодушности грађана, 
Садам Хусеин
 користи прилику и окупира Кувајт. Ову окупацију Кувајта, Хусеин је образложио тиме да је Кувајт интегрални део Ирака и да нафтне резерве Кувајта припадају Ираку. Одлуком 
Савета безбедности
, колација од 34 нације на челу са 
САД
, започиње ослобађање Кувајта. Након шест недеља ратовања, ирачке снаге бивају приморане да се повуку из Кувајта. Током повлачења, фебруара 
1991
. године, ирачка војска бомбардује 
нафтне
 изворе и нафтна поља и тиме уништава велике количине непрерађене нафте. Било је потребно девет месеци да се пожари на свим запаљеним нафтним пољима угасе и цена потпуне реконструкције нафтне инфраструктуре је коштало пет милијарди америчких 
долара
. Данас независним Кувајтом влада емир 
Сабах IV ел Ахмед ел Џабир ел Сабах
.
```

## Политика
Кувајт је уставна монархија и има најстарију демократску изабрану владу међу државама Персијског залива. Председник државе је емир, титула која се преноси са генерацијама. Емир одређује ко ће бити премијер, који је донедавно такође био и принц. Савет министара помаже премијеру у управљању владом, у којој мора да буде бар један изабрани члан парламента. Број министара не сме да буде већи од 1/3 чланова парламента.
Парламент има моћ да лиши дужности премијера или било ког члана кабинета путем низа уставних процедура. Према уставу, нови принц којег номинује владајућа породица Емира, такође мора да потврди парламент. Ако парламент већинским гласом одбије номинованог принца, Емир мора да номинује три нова кандидата, и парламент усваја, односно потврђује кандидатуру једног од номинованих већинским гласом. Парламент се зове Маџлис Ал-Ума (Национални састав) и састоји се од 50 изабраних чланова. Чланови парламента се бирају на сваке четири године.
До 2005. године, само 15% укупног становништва Кувајта је могло да гласа. Жене, држављани који су добили држављанство пре мање од 30 година и чланови армије нису имали право гласа. 16-тог маја 2005. године, парламент је усвојио закон по коме жене могу да гласају (35 гласова за и 23 против) у парламентарним изборима 2006. године. Ово значи да уколико се све жене које имају право гласа региструју, бирачко тело Кувајта повећава се са 139.000 на 339.000 гласова. 2006. године премијер Кувајта Шеик Сабах IV ел Ахмед ел Џабир ел Сабах најављује избор прве министарке, др. Масуме Мубарак, на место министра за административни развој унутрашњих послова. Постављање жене у улози министра је био значајан корак у једнакости жена и мушкараца у прилично конзервативној држави. Кувајт тиме постаје трећа држава у региону која у парламенту има жену у улози министра.

## Географија

### Положај
Државе са којима се Кувајт граничи су: Ирак и Саудијска Арабија. Површина државе износи 17.818 km².

### Геологија и рељеф
Кувајт је углавном пустињска земља, без великих висинских разлика. Кувајт је једина држава на свету без иједног природног језера и резервоара воде. Кувајт такође има девет острва, највећи од њих је Бубијан, који је повезан са континенталним делом земље бетонским мостом. Након ирачке окупације, острво је претворено у војну базу и приступ цивилима је забрањен. Кувајтска острва су:
- Бубијан
- Фајлака
- Кубар
- Мискан
- Карух
- Ум ал Марадим
- Ум ан Намил
- Варбах

### Клима
Континентална клима влада Кувајтом. Лета, од априла до октобра, су веома врућа и сува са температурама изнад 51 °C у Кувајт граду. Зиме, од новембра до фебруара, су свежије и температуре су ниже од 21 °C.

## Становништво
Крајем 2005. године Кувајт је бројао 2,992 милиона становника. Од тог броја 1,999 милиона су чинили држављани других држава. Домицилно становништво је мањинско у Кувајту. Влада ретко издаје држављанства грађанима других држава. Око 57% становништва чине Арапи. Арапи који нису Кувајћани и који су без држављанства називају се Бидуни (на арапском Бидун значи без, и мада звучи слично, другачијег је значења од речи Бедуини). Остатак Арапа који живе у Кувајту чине Арапи из Египта, Либана и Сирије. Велики број странаца су држављани Пакистана, Индије, Бангладеша и Филипина који раде у земљи у оквиру система кафала. У 2003. години више од 400.000 држављана Индије је живело у Кувајту, и представљали су највећу имигрантску групу. Некада је у Кувајту живео велики број Палестинаца, али су многи протерани из земље након што је некадашњи лидер ПЛО-а Јасер Арафат подржао Ирак при окупацији Кувајта.
Званични и службени језик је арапски, мада се енглеским језиком служи велики део становништва. Хинди, Урду, Пунџаби, Бенгали, Малајалам и други језици индијског потконтинента су заступљени око заједница са великим бројем држављана ових земаља. Око 85% становништва Кувајта чине Муслимани (45% Суни и 40% Шиа). Остатак становништва су углавном хришћани и Хиндуси.

## Административна подела
Кувајт је подељен у шест покрајина (мухафаза). Административне јединице су:
- Ахмади
- Фарванија
- Асима
- Џахра
- Хавали
- Мубарак ел Кабир

Велики градови су главни град Кувајт и Џахра (пола сата колима северозападно од главног града). Најнасељеније области су Салмија и Хавали, док се индустријски центар налази у области Шуваик (припада покрајини Асима).

## Привреда
Кувајт је мала, богата држава са релативно слободном економијом. Кувајт поседује 96 милијарди барела нафте, односно 10% светских нафтних резерви. Нафта представља 50% БДПа, 95% профита од извоза и 80% владиног буџета. Кувајтска клима и географија спречавају развој пољопривреде. Осим риболова, целокупна држава се ослања на увоз хране. Око 75% пијаће воде мора да се или дестилује или увезе. Висока цена нафте на светском тржишту у фискалној 1999—2000. години је омогућио да Кувајт по први пут има €1,7 милијарде (УСД $ 2 милијарде) вишка у буџету. Реконструкција инфраструктуре након ирачке окупације је прилично коштала Кувајт, али се до краја 90-их година 20. века Кувајт потпуно економски опоравио. Бруто домаћи продукат за 2005. годину је био $ 53,31 милијарди, што је значило да је национални доходак по глави становника био $ 22,800. Радна снага броји 1.670.000 људи. Од тих, само је 1/5 држављана Кувајта док су остало странци.
Централна Банка Кувајта у главном граду штампа кувајтски динар. Тренутно 1 кувајтски динар је € 2.56207, док је $1 0,292010 кувајтских динара. Ово чини кувајтски динар највреднију монету на свету.

## Транспорт
Транспортни систем у Кувајту је модеран и ефикасан. Укупна километража путева је 4,450 km, од којих је 81% бетониран. 350 km чине ауто-путеви и укупан број мостова је 250. Кувајт има 0 km пруге. Међународни аеродром се налази у северном делу Кувајт града и националном авио-компанијом Кувајт Ервејз управља држава. Поред државног авио-превозника постоји и новооснована компанија Џазира Ервејз. Кувајт има три модерне луке, од којих је једна намењена искључиво за извоз нафте.

## Инфраструктура
Током ирачке инвазије Кувајт је претрпео велика оштећења. Хиљаде нафтних поља и на километре дугачке цеви које пумпају нафту су биле запаљене. Целокупна производња и извоз нафте је био прекинут. Данашњи Кувајт скоро да је избрисао све ожиљке некадашњег рата. Влада Кувајта је потрошила милијарде долара на реконструкцију и на развој транспортног и телекомуникационог система. Главни град има више од дванаест хотела и одмаралишта са 5 звездица. Данас, небодери доминирају главним градом. Кувајт је такође у фази изградње највећег одмаралишта на обали мора на свету. Пројекат, као и само одмаралиште, се зове Мадинат ел Харир (у преводу значи Свилени град). Када се градња заврши, пројекат ће имати највишу зграду на свету, велики број стамбених јединица, као и многобројне туристичке, образовне, друштвене, пословне и медицинске центре.

## Војска
Кувајт је од Југославије купио 215 тенкова М-84, од којих је испоручено 150. Обустава испоруке се десила због грађанског рата у СФРЈ.